# チア・スポ
『チア・スポ』は、東海ラジオ放送で放送されている中日ドラゴンズ&スポーツ情報番組。2011年10月3日スタート。前身は中日ドラゴンズ情報を中心とした『ガッツだ!ドラゴンズ』。

## 放送時間
- ナイターオフシーズン
  - 2011年10月3日～2012年3月28日 毎週月曜日～金曜日 17:45～19:00
  - 2012年10月1日～2012年12月28日 毎週月曜日～金曜日 18:00～19:00
  - 2012年12月31日～2013年3月28日 毎週月曜日～金曜日 17:45～19:00
  - 2013年9月30日～2014年3月27日 毎週月曜日～金曜日 17:45～18:30
- ナイターシーズン中（月曜ナイターなどの番組編成の変更などにより番組休止あり）
  - 2012年4月2日～2012年9月24日　毎週月曜日　17:45～20:00
    - 17:45～17:57頃は『ガッツナイター最前線』扱い（月曜ナイターの場合も放送）
    - 19:00～19:20頃に『週刊!サカラジ』を内包

  - 2013年4月1日～2013年9月23日　毎週月曜日　17:45～20:00
    - 17:45～17:57頃は『ガッツナイター最前線』（月曜ナイターの場合も放送、スポンサーは共通）
    - 18:40～18:50頃は『クミコの笑顔で乾杯』（ナイターオフ期間中の『松本ひでお 情報発見 ココだけ』内包から移動）
    - 19:00～19:20頃に『週刊!サカラジ』を内包

2014年のナイターシーズンの月曜には本番組は編成されず、『ガッツナイター最前線』の時間を拡大する2011年以前の形態に戻った。また、同ナイターオフシーズンも新ワイド番組『山浦・深谷のヨヂカラ!』の時間帯に充当されるため、本番組は編成されないことになった。なお、スポーツ情報自体は『ヨヂカラ!』の一コーナー「スポヂカラ!」 → 「ドラヂカラ!」にてフォローする。

## 出演者
| 期間          | 期間          | パーソナリティ                          | パーソナリティ                          | パーソナリティ                          | パーソナリティ                          | パーソナリティ                          | アシスタント | アシスタント | アシスタント | アシスタント                        | アシスタント                        |
| 2011年10月3日 | 2012年3月29日 | 月曜日                                  | 火曜日                                  | 水曜日                                  | 木曜日                                  | 金曜日                                  | 月曜日       | 火曜日       | 水曜日       | 木曜日                              | 金曜日                              |
| ------------- | ------------- | --------------------------------------- | --------------------------------------- | --------------------------------------- | --------------------------------------- | --------------------------------------- | ------------ | ------------ | ------------ | ----------------------------------- | ----------------------------------- |
| 2011年10月3日 | 2012年3月29日 | 村上和宏 東海ラジオ野球解説者(ゲスト)   | 山浦ひさし                              | 山浦ひさし                              | 多田木亮佑                              | 多田木亮佑                              | 青山紀子     | 下岡陽子     | 下岡陽子     | 山口由里                            | 山口由里                            |
| 2011年10月3日 | 2012年3月29日 | 村上和宏 東海ラジオ野球解説者(ゲスト)   | 森貴俊                                  | 吉川秀樹                                | 北山靖                                  | 大澤広樹                                | 青山紀子     | 下岡陽子     | 下岡陽子     | 山口由里                            | 山口由里                            |
| 2012年4月2日  | 2012年9月24日 | 一週目                                  | 一週目以外                              | 一週目以外                              | 一週目以外                              | 一週目以外                              | 全週         | 全週         | 全週         | 全週                                | 全週                                |
| 2012年4月2日  | 2012年9月24日 | 多田木亮佑 東海ラジオ野球解説者(ゲスト) | 多田木亮佑 東海ラジオ野球解説者(ゲスト) | 多田木亮佑 東海ラジオ野球解説者(ゲスト) | 多田木亮佑 東海ラジオ野球解説者(ゲスト) | 多田木亮佑 東海ラジオ野球解説者(ゲスト) | 石川由香里   | 石川由香里   | 石川由香里   | 石川由香里                          | 石川由香里                          |
| 2012年4月2日  | 2012年9月24日 | 大澤広樹                                | 村上和宏                                | 村上和宏                                | 村上和宏                                | 村上和宏                                | 石川由香里   | 石川由香里   | 石川由香里   | 石川由香里                          | 石川由香里                          |
| 2012年10月1日 | 2013年3月     | 月曜日                                  | 火曜日                                  | 水曜日                                  | 木曜日                                  | 金曜日                                  | 月曜日       | 火曜日       | 水曜日       | 木曜日                              | 金曜日                              |
| 2012年10月1日 | 2013年3月     | 村上和宏 東海ラジオ野球解説者(ゲスト)   | 多田木亮佑                              | 多田木亮佑                              | 多田木亮佑                              | 多田木亮佑                              | なし         | 山口由里     | 山口由里     | 石川由香里 吉川秀樹(取材リポーター) | 石川由香里 吉川秀樹(取材リポーター) |
| 2012年10月1日 | 2013年3月     | 村上和宏 東海ラジオ野球解説者(ゲスト)   | 村上和宏                                | 森貴俊                                  | 大澤広樹                                | 大澤広樹                                | なし         | 山口由里     | 山口由里     | 石川由香里 吉川秀樹(取材リポーター) | 石川由香里 吉川秀樹(取材リポーター) |
| 2013年4月1日  | 2013年9月23日 | 全週                                    | 全週                                    | 全週                                    | 全週                                    | 全週                                    | 全週         | 全週         | 全週         | 全週                                | 全週                                |
| 2013年4月1日  | 2013年9月23日 | 多田木亮佑                              | 多田木亮佑                              | 多田木亮佑                              | 多田木亮佑                              | 多田木亮佑                              | 石川由香里   | 石川由香里   | 石川由香里   | 石川由香里                          | 石川由香里                          |
| 2013年4月1日  | 2013年9月23日 | 森貴俊                                  |                                         |                                         |                                         |                                         | 石川由香里   | 石川由香里   | 石川由香里   | 石川由香里                          | 石川由香里                          |
| 2013年9月30日 | 2014年3月     | 月曜日                                  | 火曜日                                  | 水曜日                                  | 木曜日                                  | 金曜日                                  | 月曜日       | 火曜日       | 水曜日       | 木曜日                              | 金曜日                              |
| 2013年9月30日 | 2014年3月     | 森貴俊 東海ラジオ野球解説者(ゲスト)     | 村上和宏                                | 村上和宏                                | 大澤広樹                                | 大澤広樹                                | 石川由香里   | 前野沙織     | 前野沙織     | 石川由香里                          | 石川由香里                          |

## 備考
- 2013年シーズンオフは17時台に『ドラゴンズ情報』（シーズン中の『ガッツナイター最前線』に相当）、18時台は曜日別のコーナーを行う。
  - 月曜日:「ドラゴンズマンデー」- 東海ラジオ解説者がドラゴンズや野球界の話題を解説する。また、場合によっては現役選手やコーチなどがゲスト出演することもある。
  - 火曜日:「オマエノ出番だ!!」 - 新人アナウンサーの前野が東海地方のアスリート（学生やアマチュア選手が多い）を取材した音源を放送。
  - 水曜日:「アスリートボイス」 - 東海地方のチームに所属・もしくは拠点としているアスリートをスタジオゲストとして招きトークを行う。
  - 木曜日:「頑張れFC岐阜」 - JリーグFC岐阜の動向や選手インタビューなどを放送する。2013年をもって『週刊!サカラジ』が終了したため、FC岐阜に限らずサッカー情報を伝える。
  - 金曜日:「大澤広樹フライデー競馬」- その週の中央競馬G1レースの予想コーナー。前半は笠松競馬場公認予想屋の一岡浩司（大黒社）が電話出演で予想。後半は大澤が自身の予想を基とした架空実況を行い、レースの予想を行う。